# Valløby
Valløby ligger på det nordligste Sydsjælland og er en lille by med 754 indbyggere  (2024), beliggende i Valløby Sogn lidt syd for Køge. Valløby tilhører Stevns Kommune og er beliggende i Region Sjælland.
I byen ligger bl.a. Valløby Kirke.

## Reference
1. 1 2 3  Danmarks Statistik: Statistikbanken Tabel BY1: Folketal 1. januar efter byområde, alder og køn